# Wir sind dann wohl die Angehörigen (Film)
Wir sind dann wohl die Angehörigen ist ein deutscher Spielfilm von Hans-Christian Schmid aus dem Jahr 2022 nach dem gleichnamigen autobiographischen Buch von Johann Scheerer. Erzählt wird von der Entführung Jan Philipp Reemtsmas aus der Sicht seines damals 13-jährigen Sohnes Johann.
Der Film startete nach seiner Premiere auf dem Filmfest Hamburg 2022 am 3. November 2022 in den deutschen Kinos.

## Handlung
Ein am Tatort zurückgelassener Erpresserbrief mit einer Lösegeldforderung und eine scharfe Handgranate lassen keinen Zweifel: Jan Philipp Reemtsma ist am späten Abend des 25. März 1996 überwältigt und verschleppt worden. Spuren weisen auf Verletzungen hin.
Der Schockzustand seines 13-jährigen Sohnes Johann und seiner Frau Ann Kathrin äußert sich nicht unmittelbar. Sie nehmen es tapfer hin, dass ihr Zuhause sich in eine Einsatzzentrale verwandelt und zwei Angehörigenbetreuer der Polizei von nun an nicht mehr von ihrer Seite weichen. Das Leben des Jungen und seiner Mutter soll „ganz normal weitergehen“, sagen sie. Die Umgebung soll nichts von dem Verbrechen erfahren.
Aus dem Umkreis der Familie kommen ein Anwalt und ein väterlicher Freund ins Haus, um Ann Kathrin und Johann zur Seite zu stehen. Man hofft auf ein schnelles Ende der Geiselnahme. Die Kommunikation mit den Tätern und die Geldübergabe werden minutiös vorausgeplant, jedes Detail ist wichtig. Aber als der erste Versuch einer Geldübergabe unter mysteriösen Umständen scheitert, begreifen die Angehörigen, dass ein Konflikt besteht zwischen ihrem Ziel, das Geld so schnell wie möglich loszuwerden, und dem Fahndungsgrundsatz der Polizei. Ein schnelles Ende der Entführung wird es nicht geben. Die Angehörigen Johann und Ann Kathrin werden Zeugen eines wochenlangen Nervenkrieges mit strategischen Planspielen, Fallen und überraschenden Manövern.
Johann verspricht seiner Mutter, tapfer zu sein, aber es fällt ihm zunehmend schwer, die Ungewissheit und das tagelange, untätige Warten auszuhalten. Isoliert von der Schule, seiner Band und seinen Freunden, die nichts vom Ausnahmezustand in seinem Elternhaus ahnen, kapselt er sich mehr und mehr ab.
Aus der Gefangenschaft meldet sich Jan Philipp mit einem eindringlichen Appell an seine Frau, die nächste Übergabe ohne verdeckten Polizeieinsatz stattfinden zu lassen. Doch erneut führen Pannen im Umgang mit den Tätern und taktische Maßnahmen der Polizei dazu, dass die Entführer das Lösegeld nicht abholen.
In größter Not entscheidet Ann Kathrin, auf Initiative Reemtsmas einen Übergabeversuch ohne Polizei in die Wege zu leiten, welcher gelingt. Reemtsma kommt frei.

## Rezeption
Daniel Kothenschulte lobte den Film in der Frankfurter Rundschau als „ein seltenes Juwel des deutschen Films“. Er sei ein „psychologisches Drama von betörender Kraft“.
Andreas Kilb würdigte in seiner Filmbesprechung in der Frankfurter Allgemeinen Zeitung Schmids Leistung, eine klare Haltung zu haben und einen unbeirrbaren visuellen Instinkt: „Deshalb sieht man ‚Wir sind dann wohl die Angehörigen‘ zwei Stunden lang mit angehaltenem Atem an, obwohl man weiß, wie die Geschichte ausgeht. Denn nicht in der Auflösung liegt ihr eigentlicher Trost. Sondern in den Bildern.“
In der Süddeutschen Zeitung schrieb Martina Knoben, dass der Film „[t]atsächlich […] ganz und gar unsentimental“ sei, „fast brutal nüchtern. Das Unterhaltungskino findet gern das Positive in Tragödien, Hans-Christian Schmid aber verweigert den Tätern und dem Verbrechen jegliche Sinnstiftung.“
In Deutschlandfunk Kultur beurteilte Jörg Taszman die Produktion als ein „starkes Stück Kino mit hervorragenden Darstellerinnen und Darstellern“. Dem Regisseur gelinge es, „die Spannung zu halten, gerade das schier endlose und zermürbende Warten filmisch nuanciert einzufangen“.
Der Filmdienst urteilte, es handle sich um einen „intensive[n] Film“, der „die beklemmende Ohnmacht der Angehörigen eindringlich in Szene“ setze.

## Auszeichnungen
Im Jahr 2023 wurde die Musik von The Notwist für den Deutschen Filmpreis nominiert.